# 1890년
1890년은 수요일로 시작하는 평년이다.

## 연호
- 청(淸) 광서(光緖) 16년
- 일본(日本) 메이지(明治) 23년
- 응우옌 왕조(阮朝) 타인타이(成泰) 2년

## 기년
- 청(淸) 덕종 광서제(德宗 光緖帝) 16년
- 조선(朝鮮) 고종(高宗) 27년
- 응우옌 왕조(阮朝) 성태제(成泰帝) 2년

## 사건
- 1월 1일 - 이탈리아 왕국이 동아프리카에 에리트레아 식민지를 접수하였다.
- 1월 11일 - 영국 정부가 포르투갈에 모잠비크와 앙골라 사이의 거대한 영토에서 군대를 철수하라는 최후통첩을 전달했다.
- 1월 25일 - 미국 탄광노동조합 설립.
- 3월 20일 - 독일의 빌헬름 2세, 오토 폰 비스마르크를 수상 직에 해임.
- 7월 10일 - 와이오밍주가 미국의 44번째 주가 됨.
- 8월 6일 -  미국 뉴욕주 오번 교도소서 전기의자를 이용한 사형 세계 최초로 집행.
- 10월 30일 - 일본, 교육에 관한 칙어 반포
- 11월 30일 - 이탈리아 왕국에서 총선이 실시되어 역사적 좌파 진영의 집권이 유지되었다.
- 12월 29일 - 미국 7기병대가 사우스다코타주 운디드 니에서 여자와 어린이를 포함, 400명 이상을 학살.(운디드 니의 학살)
- 홍종우 프랑스로 유학 떠남.
- 카자르 왕조(현 이란), 담배 이권 수호 운동, 영국이 담배 독점권을 가져가자 이슬람 지도자가 금연령을 포고, 결국 독점권을 되찾다.

## 문화
- 3월 7일 - 영국에서 가장 긴 다리인 포스 철교 준공.
- 9월 29일 - 영국 성공회 소속 찰스 존 코르프(한국명:고요한) 주교가 조선 선교를 목적으로 인천항으로 입국.
- 10월 4일 - 미국 유타주 몰몬교도들, 일부다처제 폐지.

## 탄생
- 1월 5일 - 대한민국의 독립운동가 김상옥. (~1923년)
- 1월 9일 - 체코슬로바키아의 소설가 카렐 차페크. (~1938년)
- 1월 11일 - 일제강점기와 대한민국의 군인 백홍석. (~1960년)
- 2월 10일 - 러시아의 소설가 보리스 파스테르나크. (~1960년)
- 3월 7일 - 미국의 야구 선수 데이브 댄포스. (~1970년)
- 3월 9일 - 구 소련의 정치인 뱌체슬라프 몰로토프. (~1986년)
- 3월 11일 - 미국의 컴퓨터 과학자 버니바 부시. (~1974년)
- 3월 12일 - 러시아의 무용수 바츨라프 니진스키. (~1950년)
- 3월 13일 - 대한민국의 교육자, 철학자, 종교자 류영모.
- 4월 25일 - 대한민국의 제2대 국회의원 김동성. (~1969년)
- 4월 26일 - 대한민국의 문화운동가 최남선. (~1957년)
- 5월 19일 - 베트남의 혁명가 호찌민. (~1969년)
- 6월 11일
  - 대한민국의 독립운동가 및 정치인 송진우. (~1945년)
  - 헝가리의 정치인 미클로시 벨러. (~1948년)
- 6월 12일 - 오스트리아의 화가 에곤 실레. (~1918년)
- 8월 15일
  - 프랑스의 작곡가 자크 이베르. (~1962년)
  - 미국의 슈퍼센티네리언 엘리자베스 볼든. (~2006년)
- 8월 19일 - 대한민국의 독립운동가, 정치인 이윤영. (~1975년)
- 8월 20일 - 미국의 소설가 H. P. 러브크래프트. (~1937년)
- 8월 24일
  - 하와이섬의 원주민 수영 선수 듀크 카하나모쿠. (~1968년)
  - 도미니카의 소설가 진 리스. (~1979년)
- 8월 27일 - 미국의 사진 작가, 화가 만 레이. (~1976년)
- 9월 9일
  - 미국의 기업인 KFC 창시자 커널 샌더스. (~1980년)
  - 미국의 야구 선수 스터피 매키니스. (~1960년)
- 9월 15일 - 영국의 추리소설가 애거사 크리스티. (~1976년)
- 9월 26일
  - 대한민국의 사회주의 운동가 김명식. (~1943년)
  - 잉글랜드의 축구 선수 잭 트레사던. (~1959년)
- 10월 14일 - 미국의 장군, 제34대 대통령 드와이트 D. 아이젠하워. (~1969년)
- 10월 16일 - 아일랜드의 정치가 마이클 콜린스. (~1922년)
- 10월 25일 - 일본의 법학자 다나카 고타로. (~1974년)
- 10월 28일 - 미국의 야구 선수 독 라반. (~1952년)
- 11월 8일 - 덴마크의 왕자 로젠보리 백작 에리크 왕자. (~1950년)
- 11월 16일 - 필리핀의 대통령, 정치인 엘피디오 키리노. (~1956년)
- 11월 22일 - 프랑스의 레지스탕스 운동가, 정치인 샤를 드골. (~1970년)
- 12월 4일 - 미국의 야구 선수 밥 쇼키. (~1980년)
- 12월 5일 - 독일의 영화 감독, 영화 각본가, 영화 제작자 프리츠 랑. (~1976년)
- 12월 8일 - 체코의 작곡가 보후슬라프 마르티누. (~1959년)

## 사망
- 7월 29일 - 네덜란드의 화가 빈센트 반 고흐. (~1853년)
- 11월 8일 - 프랑스의 작곡가 세자르 프랑크. (~1822년)
- 11월 13일 - 영국의 외교관 존 프랜시스 데이비스. (~1795년)
- 12월 26일 - 독일 출신의 사업가 및 고고학자 하인리히 슐리만. (~1822년)

## 달력
| 1월 |    |    |    |    |    |    |
| 일  | 월 | 화 | 수 | 목 | 금 | 토 |
|     |    |    | 1  | 2  | 3  | 4  |
| 5   | 6  | 7  | 8  | 9  | 10 | 11 |
| 12  | 13 | 14 | 15 | 16 | 17 | 18 |
| 19  | 20 | 21 | 22 | 23 | 24 | 25 |
| 26  | 27 | 28 | 29 | 30 | 31 |    |

| 2월 |    |    |    |    |    |    |
| 일  | 월 | 화 | 수 | 목 | 금 | 토 |
|     |    |    |    |    |    | 1  |
| 2   | 3  | 4  | 5  | 6  | 7  | 8  |
| 9   | 10 | 11 | 12 | 13 | 14 | 15 |
| 16  | 17 | 18 | 19 | 20 | 21 | 22 |
| 23  | 24 | 25 | 26 | 27 | 28 |    |

| 3월 |    |    |    |    |    |    |
| 일  | 월 | 화 | 수 | 목 | 금 | 토 |
|     |    |    |    |    |    | 1  |
| 2   | 3  | 4  | 5  | 6  | 7  | 8  |
| 9   | 10 | 11 | 12 | 13 | 14 | 15 |
| 16  | 17 | 18 | 19 | 20 | 21 | 22 |
| 23  | 24 | 25 | 26 | 27 | 28 | 29 |
| 30  | 31 |    |    |    |    |    |

| 4월 |    |    |    |    |    |    |
| 일  | 월 | 화 | 수 | 목 | 금 | 토 |
|     |    | 1  | 2  | 3  | 4  | 5  |
| 6   | 7  | 8  | 9  | 10 | 11 | 12 |
| 13  | 14 | 15 | 16 | 17 | 18 | 19 |
| 20  | 21 | 22 | 23 | 24 | 25 | 26 |
| 27  | 28 | 29 | 30 |    |    |    |

| 5월 |    |    |    |    |    |    |
| 일  | 월 | 화 | 수 | 목 | 금 | 토 |
|     |    |    |    | 1  | 2  | 3  |
| 4   | 5  | 6  | 7  | 8  | 9  | 10 |
| 11  | 12 | 13 | 14 | 15 | 16 | 17 |
| 18  | 19 | 20 | 21 | 22 | 23 | 24 |
| 25  | 26 | 27 | 28 | 29 | 30 | 31 |

| 6월 |    |    |    |    |    |    |
| 일  | 월 | 화 | 수 | 목 | 금 | 토 |
| 1   | 2  | 3  | 4  | 5  | 6  | 7  |
| 8   | 9  | 10 | 11 | 12 | 13 | 14 |
| 15  | 16 | 17 | 18 | 19 | 20 | 21 |
| 22  | 23 | 24 | 25 | 26 | 27 | 28 |
| 29  | 30 |    |    |    |    |    |

| 7월 |    |    |    |    |    |    |
| 일  | 월 | 화 | 수 | 목 | 금 | 토 |
|     |    | 1  | 2  | 3  | 4  | 5  |
| 6   | 7  | 8  | 9  | 10 | 11 | 12 |
| 13  | 14 | 15 | 16 | 17 | 18 | 19 |
| 20  | 21 | 22 | 23 | 24 | 25 | 26 |
| 27  | 28 | 29 | 30 | 31 |    |    |

| 8월 |    |    |    |    |    |    |
| 일  | 월 | 화 | 수 | 목 | 금 | 토 |
|     |    |    |    |    | 1  | 2  |
| 3   | 4  | 5  | 6  | 7  | 8  | 9  |
| 10  | 11 | 12 | 13 | 14 | 15 | 16 |
| 17  | 18 | 19 | 20 | 21 | 22 | 23 |
| 24  | 25 | 26 | 27 | 28 | 29 | 30 |
| 31  |    |    |    |    |    |    |

| 9월 |    |    |    |    |    |    |
| 일  | 월 | 화 | 수 | 목 | 금 | 토 |
|     | 1  | 2  | 3  | 4  | 5  | 6  |
| 7   | 8  | 9  | 10 | 11 | 12 | 13 |
| 14  | 15 | 16 | 17 | 18 | 19 | 20 |
| 21  | 22 | 23 | 24 | 25 | 26 | 27 |
| 28  | 29 | 30 |    |    |    |    |

| 10월 |    |    |    |    |    |    |
| 일   | 월 | 화 | 수 | 목 | 금 | 토 |
|      |    |    | 1  | 2  | 3  | 4  |
| 5    | 6  | 7  | 8  | 9  | 10 | 11 |
| 12   | 13 | 14 | 15 | 16 | 17 | 18 |
| 19   | 20 | 21 | 22 | 23 | 24 | 25 |
| 26   | 27 | 28 | 29 | 30 | 31 |    |

| 11월 |    |    |    |    |    |    |
| 일   | 월 | 화 | 수 | 목 | 금 | 토 |
|      |    |    |    |    |    | 1  |
| 2    | 3  | 4  | 5  | 6  | 7  | 8  |
| 9    | 10 | 11 | 12 | 13 | 14 | 15 |
| 16   | 17 | 18 | 19 | 20 | 21 | 22 |
| 23   | 24 | 25 | 26 | 27 | 28 | 29 |
| 30   |    |    |    |    |    |    |

| 12월 |    |    |    |    |    |    |
| 일   | 월 | 화 | 수 | 목 | 금 | 토 |
|      | 1  | 2  | 3  | 4  | 5  | 6  |
| 7    | 8  | 9  | 10 | 11 | 12 | 13 |
| 14   | 15 | 16 | 17 | 18 | 19 | 20 |
| 21   | 22 | 23 | 24 | 25 | 26 | 27 |
| 28   | 29 | 30 | 31 |    |    |    |

### 음양력 대조 일람
| 음력월 | 월건 | 대소 | 음력 1일의 양력 월일 | 음력 1일 간지 |
| ------ | ---- | ---- | -------------------- | ------------- |
| 1월    | 무인 | 소   | 1월 21일             | 임인          |
| 2월    | 기묘 | 대   | 2월 19일             | 신미          |
| 윤2월  |      | 소   | 3월 21일             | 신축          |
| 3월    | 경진 | 대   | 4월 19일             | 경오          |
| 4월    | 신사 | 소   | 5월 19일             | 경자          |
| 5월    | 임오 | 대   | 6월 17일             | 기사          |
| 6월    | 계미 | 대   | 7월 17일             | 기해          |
| 7월    | 갑신 | 소   | 8월 16일             | 기사          |
| 8월    | 을유 | 대   | 9월 14일             | 무술          |
| 9월    | 병술 | 소   | 10월 14일            | 무진          |
| 10월   | 정해 | 대   | 11월 12일            | 정유          |
| 11월   | 무자 | 소   | 12월 12일            | 정묘          |
| 12월   | 기축 | 대   | 1891년 1월 10일      | 병신          |